# Erich Schopper
Pour les articles homonymes, voir Schopper.
Erich Schopper (2 juillet 1892 à Zeulenroda-Triebes — 18 août 1978 à Minden) est un Generalleutnant allemand au sein de la Heer dans la Wehrmacht pendant la Seconde Guerre mondiale.
Il a été récipiendaire de la Croix de chevalier de la Croix de fer. Cette décoration est attribuée pour récompenser un acte d'une extrême bravoure sur le champ de bataille ou un commandement militaire avec succès.

## Biographie
Erich Schopper s'engage en 1912 dans le 74e régiment d'artillerie de campagne et y est promu lieutenant le 18 août 1913 (brevet 19 août 1911).

## Décorations
- Croix de fer (1914)
  - 2e Classe
  - 1re Classe
- Croix d'honneur
- Agrafe de la Croix de fer (1939)
  - 2e Classe
  - 1re Classe
- Médaille du Front de l'Est
- Croix allemande en Or (26 décembre 1941)
- Croix de chevalier de la Croix de fer
  - Croix de chevalier le 30 avril 1943 en tant que Generalleutnant et commandant de la 81. Infanterie-Division[1]